# أرخبيل الكنائس
 أرخبيل الكنائس هو مجموعة من أربع جزر صغيرة مقابل الساحل الشرقي للبلاد التونسية بين قابس وصفاقس، على بعد حوالي 20 كلم جنوب مدينة المحرس. أصبح أرخبيل الكنائس محمية وطنية منذ 18 ديسمبر 1993، وتبلغ مساحته الجملية 5,85 كم2. ويتكون أرخبيل الكنائس من :
- جزيرة البصيلة: هي الأكبر من حيث المساحة، وتقع شمال الأرخبيل ولها شكل دائرة ذات قطر 2.5 كلم، وهي منخفضة جدا وتكثر فيها المستنقعات وتقصدها الطيور،
- جزيرة الحجر: هي التي تلي جزيرة البصيلة مباشرة نحو الجنوب،
- جزيرة اللبوة: تقع في وسط الأرخبيل، وتوجد بها بقايا كنيسة قديمة،
- جزيرة الغربية: تقع جنوب الأرخبيل.